# Augusta Vitória de Eslésvico-Holsácia
Augusta Vitória Frederica Luísa Feodora Jenny de Eslésvico-Holsácia-Sonderburgo-Augustemburgo VA (em alemão:  Auguste Viktoria Friederike Luise Feodora Jenny von Schleswig-Holstein-Sonderburg-Augustenburg; Dolzig, 22 de outubro de 1858 – Doorn, 11 de abril de 1921) foi a primeira esposa do imperador Guilherme II e Imperatriz Consorte do Império Alemão de 1888 até a abolição da monarquia em 1918.

## Primeiros anos
Augusta Vitória era a filha mais velha de Frederico VIII, Duque de Eslésvico-Holsácia e da princesa Adelaide de Hohenlohe-Langemburgo. Os seus avós maternos eram o príncipe Ernesto I de Hohenlohe-Langemburgo e a princesa Feodora de Leiningen, meia-irmã da rainha Vitória do Reino Unido. Isso fazia de Augusta Vitória sobrinha-neta da Rainha Vitória, e prima em segundo grau de seu futuro marido Guilherme II. 
O seu pai era o filho mais velho do duque Cristiano Augusto II de Eslésvico-Holsácia-Sonderburgo-Augustemburgo, mas na verdade, não tinha territórios para governar. A família tinha perdido os direitos de sucessão em 1852, quando terminou a Primeira Guerra do Schleswig, da qual a dinastia saiu derrotada depois de tentar conquistar os ducados de Shleswig-Holstein. O conflito deixou a família na ruína e Cristiano Augusto viu-se forçado a vender os seus territórios ao rei da Dinamarca. Devido às suas acções durante a guerra e também pelo facto de ser casado com uma plebeia, Cristiano não era bem visto pela maioria das famílias reais europeias que, no geral, excluíam a família dos seus círculos.
A família da sua mãe também tinha perdido os seus territórios durante as invasões napoleónicas, mas estava melhor posicionada. A princesa Adelaide era considerada muito bonita quando era nova e apenas não se casou com o imperador Napoleão III de França devido às complicações políticas que tal união iria trazer no país da sua meia-irmã.
Apesar de os seus parentes do lado materno serem membros proeminentes de várias dinastias europeias, Augusta Vitória nasceu num ambiente bastante humilde no Palácio de Dolzig, no centro da região de Brandemburgo que pertence actualmente à Polónia.

A mãe de Augusta Vitória, a princesa Adelaide, tinha vinte-e-três anos de idade quando ela nasceu. Foi um parto muito difícil e, apenas sete dias depois do seu nascimento, morria o seu irmão mais velho, o príncipe Frederico, que tinha apenas quinze meses de idade, fazendo com que Augusta se tornasse filha única do casal durante alguns meses. Seguindo a tradição da época, a bebé foi baptizada pouco depois do nascimento, na capela de Dolzig. Recebeu os nomes de Augusta em honra da rainha da Prússia, Augusta de Saxe-Weimar, e da princesa Vitória do Reino Unido, amiga chegada dos seus pais e prima da mãe.

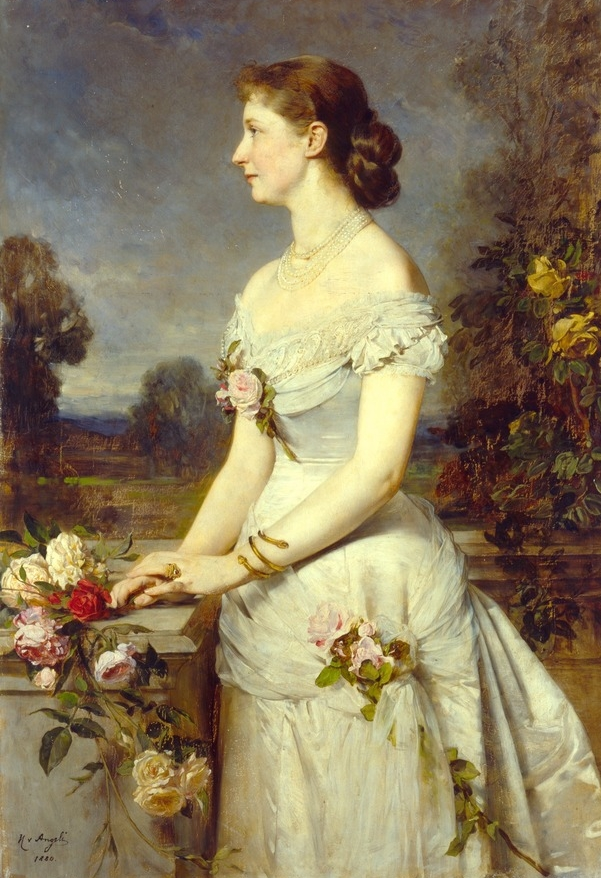
Augusta Vitória em 1880, por Heinrich von Angeli.

## Casamento
Em meados de 1880, a princesa-herdeira da Alemanha, Vitória, estava a procura de uma noiva para seu filho, o príncipe Guilherme da Prússia. A escolha recaiu sobre a princesa Augusta Vitória de Eslésvico-Holsácia, provocando indignação nos círculos alemães conservadores. O chanceler Bismarck criticou o projeto em virtude da princesa pertencer à família que foi destronada pela Prússia com a anexação dos ducados de Eslésvico e Holsácia, em 1864. Quanto aos Hohenzollern, não consideravam os Eslésvico-Holsácia como seus pares nem acreditavam que Augusta Vitória estivesse à altura do herdeiro do Império Alemão. Após vários meses de negociação, Vitória conseguiu seu intento, mas acabou por desapontar-se com a nora quando constatou que esta não possuía a personalidade liberal que esperava.
Guilherme e Augusta Vitória casaram-se no dia 27 de fevereiro de 1881 em Sanssouci, numa opulenta cerimónia de oito horas que exigiu a todos que se mantivessem de pé. Augusta e Guilherme eram primos em segundo grau, por ela ser filha de uma sobrinha da rainha Vitória, a princesa Adelaide de Hohenlohe-Langemburgo (prima direta da mãe de Guilherme), que por sua vez, era filha da irmã da rainha Vitória, a princesa Feodora de Leiningen. Portanto, Augusta era sobrinha-neta da rainha Vitória.

## Imperatriz do Império Alemão

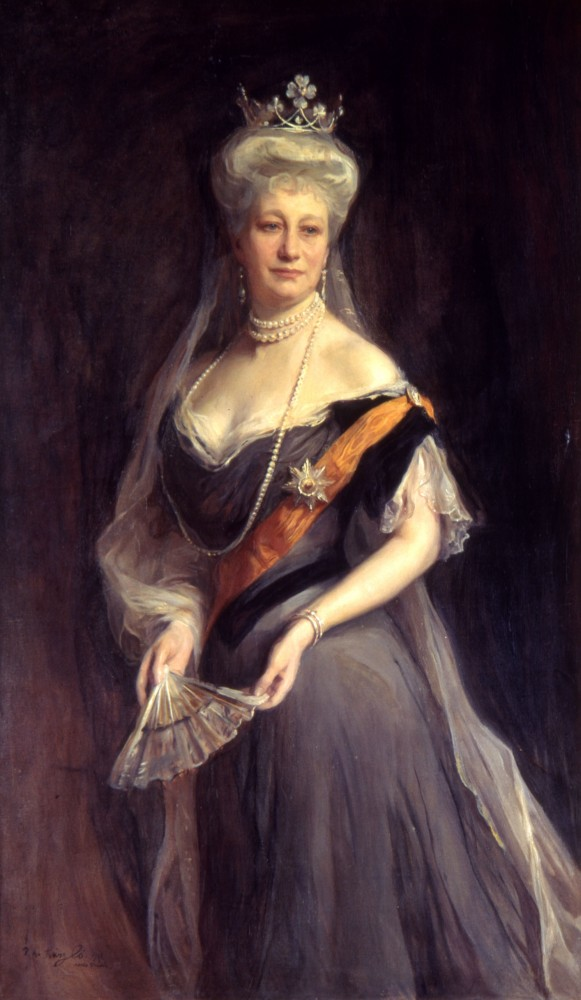
Imperatriz-Rainha Augusta Vitória
Philip de László, 1908, Huis Doorn

Guilherme II ascendeu ao trono em 15 de junho de 1888 e Augusta Vitória tornou-se imperatriz consorte da Alemanha e rainha consorte da Prússia. Ela exercia grande influência, tanto pessoal - Guilherme II era propenso à depressão e necessitava de apoio psicológico da esposa - quanto político, que, segundo a opinião generalizada, tiveram um impacto prejudicial. Ernesto Luís, Grão-Duque de Hesse chamou-a de “eminência parda de Guilherme II”.
Augusta Vitória era profundamente religiosa, uma defensora convicta da igreja Protestante e um representante de um estilo de vida moral estrito. Ela não gostava muito de mulheres divorciadas, por isso geralmente não as recebia na corte. Ela também desenvolveu uma antipatia por sua cunhada Sofia da Prússia e pelas primas de seu marido, Isabel e Alice de Hesse-Darmstadt, porque as três se converteram a igreja Ortodoxa Grega e Russa, respectivamente, quando se casaram. Em 1893, durante uma visita de Guiherme II a Roma, a imperatriz não conseguiu conciliar suas convicções pessoais com seu papel institucional e relutou em visitar o Papa Leão XIII. O imperador e vários ministros das Relações Exteriores tiveram que convencê-la a visitar o Papa e, assim, não causar complicações internacionais.
Sob o seu patrocínio, a Associação de Ajuda à Igreja Evangélica foi fundada para “combater a emergência religiosa e moral”, da qual surgiu pouco depois a Associação de Construção de Igrejas Evangélicas. A Imperatriz estava muito empenhada em promover a construção de igrejas protestantes em Berlim, principalmente nos novos bairros dos trabalhadores. Mas este esforço também deu frutos noutros lugares. Depois que a Imperatriz acompanhou o marido em sua viagem à Palestina em 1898, a “Fundação Imperatriz Augusta Vitória” em Jerusalém, inaugurar-se a Igreja da Ascensão no Monte das Oliveiras em 1914. O forte compromisso da Imperatriz com a construção de igrejas protestantes rendeu-lhe o nome popular de Kirchenjuste. Através do seu compromisso com os esforços de caridade e da igreja no Império Alemão, mantinha contato com os líderes religosos Friedrich von Bodelwickelh e Adolf Stoecker.
Augusta Vitória também estava particularmente comprometida com as questões sociais. Consequentemente, ela era mais popular e respeitada que o marido, cujas ações públicas eram frequentemente criticadas e ridicularizadas pela população. A imperatriz apoiou o movimento pelos direitos das mulheres e, graças às sugestões da ativista Marie Martin, fez campanha por uma melhor educação para a juventude feminina.

## Vida em família

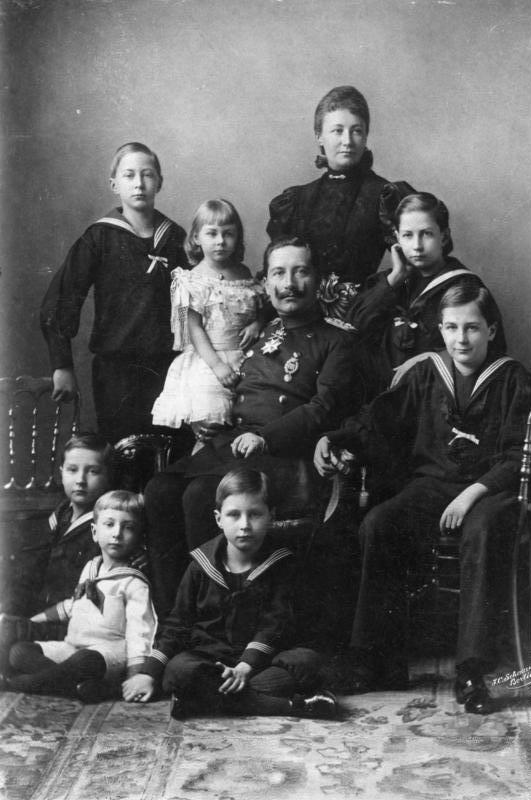
Guilherme II com a esposa e seus filhos.

Antes do seu casamento e, de facto, durante algum tempo depois dele, Augusta era olhada de lado por alguns membros da família de Guilherme. A irmã dele, a princesa Carlota, achava que Augusta não tinha posição suficiente para se casar com um príncipe-herdeiro, sendo apenas a filha de um duque com poderes questionáveis.
Augusta era conhecido por "Dona" na família. Tinha uma relação algo fria com a sua sogra Vitória, que tinha esperado que Dona a ajudasse a curar a zanga entre ela e o seu filho. Infelizmente tal não aconteceu. A imperatriz-viúva também ficou ressentida quando o título de chefe da Cruz Vermelha foi para Dona que não tinha experiência nem vocação para ser enfermeira. Contudo, nas suas memórias, a princesa Vitória Luísa da Prússia deu uma perspectiva diferente, afirmando que a sua mãe adorava trabalhar para a caridade.
Dona tinha prazer em criar pequenas brigas com a sua sogra, que aconteciam principalmente devido a incidentes mínimos como dizer-lhe que iria usar um vestido diferente daquele que ela tinha recomendado, que não iria cavalgar para recuperar a sua figura depois dos partos, uma vez que o seu marido não tinha intenções de parar por ali, ou informa-la de que a filha Vitória Luísa não tinha recebido o nome em honra dela. Contudo, nas suas memórias, Vitória Luísa disse acreditar que o seu nome vinha tanto da sua avó como da bisavó, a rainha Vitória.
Augusta e a sua sogra acabaram por se aproximar durante alguns anos depois de Guilherme se tornar imperador, uma vez que Dona se sentia muitas vezes sozinha quando o marido se ausentava nas suas funções de estado. Assim, Dona começou a virar-se para Vitória à procura de companheirismo e posição, apesar de nunca deixar os seus filhos sozinhos com a avó com medo que as visões liberais dela os afectassem. Mesmo assim as duas eram vistas a passear juntas de carruagem frequentemente. Dona estava também ao lado de Vitória quando ela morreu de cancro da mamã ou espiral em 1901.
Em 1920, o choque do exílio e abdicação, combinados com o suicido de Joaquim por causa da abdicação e o fim do seu casamento, foram golpes demasiado duros para Dona. Morreu em Doorn, na Holanda em 1921. A República de Weimar permitiu que os seus restos mortais fossem transladados para a Alemanha. Augusta encontra-se enterrada no Templo Antigo perto do seu palácio em Potsdam.

## Descendência
Do seu casamento com o kaiser Guilherme II da Alemanha nasceram os seguintes filhos:
1. Guilherme da Alemanha (6 de maio de 1882 - 20 de julho de 1951), príncipe-herdeiro da Alemanha e da Prússia desde o nascimento até à implantação da República de Weimar; casado com a duquesa Cecília de Mecklemburgo-Schwerin; com descendência.
2. Eitel Frederico da Prússia (7 de julho de 1883 - 8 de dezembro de 1942), casado com a duquesa Sofia Calota Holstein-Gottorp de Oldenburgo em 1906 de quem se divorciou em 1926; sem descendência.
3. Adalberto da Prússia(14 de julho de 1884 - 22 de setembro de 1948), casado com a princesa Adelaide de Saxe-Meiningen; com descendência.
4. Augusto Guilherme da Prússia(29 de janeiro de 1887 - 25 de maio de 1949), era membro das SA e um grande apoiante de Hitler; casou-se com a princesa Alexandra Vitória de Eslésvico-Holsácia-Sonderburgo-Glucksburgo; com descendência.
5. Óscar da Prússia (27 de julho de 1888 - 27 de janeiro de 1958), casado com a condessa Ina Maria von Bassewitz; com descendência;
6. Joaquim da Prússia (17 de dezembro de 1890 - 18 de julho de 1920), considerado para o trono da Irlanda; casado com a princesa Maria-Augusta de Anhalt; com descendência.
7. Vitória Luísa da Prússia (13 de setembro de 1892 - 11 de dezembro de 1980), casada com Ernesto Augusto de Brunsvique; com descendência.